# Jürgen Walter (chanteur)
Jürgen Walter, de son vrai nom Jürgen Pippig, né le 7 décembre 1943 à Fraureuth, est un chanteur allemand.

## Biographie
Après son abitur, il suit une formation de vendeur agricole puis fait des études de germanistique et de romanistique à l'université Humboldt de Berlin.
Il fait partie des fondateurs du "Hootenannyclub" qui sera plus tard l'Oktoberklub (de). En 1967, il fait sa première apparition sur la DFF pour chanter Schlager einer kleinen Stadt. En 1969, il obtient le diplôme d'artiste professionnel. Il fait des collaborations avec Gisela Steineckert, Thomas Natschinski et Arndt Bause (de). Il va pendant deux ans dans une école des arts du cirque pour apprendre le trapèze et la corde raide.
En 1980, il devient présentateur d'Ein Kessel Buntes. En 1983, il fait un numéro de trapèze au Palais de la République. Il se tourne ensuite vers la chanson, plus sérieuse.
Ses tournées l'amènent à Cuba, au Vietnam, au Liban et en France, mais principalement dans les pays de l'Europe de l'est communistes.
En 1992, il crée son propre label "JPM Berlin".

## Discographie sélective
- 1978: Jürgen Walter (Amiga)
- 1979: Ein bißchen Du, ein bißchen Ich (Amiga)
- 1981: Vor dem Wind sein (Amiga)
- 1986: Ich bin (Amiga)
- 1994: Auch Männer sind schön (JPM Berlin (Buschfunk))
- 2000: Liebesnacht (JPM Berlin (Buschfunk))
- 2003: Das Leben hat was (JPM Berlin (Buschfunk))
- 2006: Aus Liebe (JPM Berlin (Buschfunk))

## Filmographie
- 1988: Mensch, mein Papa d'Ulrich Thein (de)
- 1989: Der Bruch (de) de Frank Beyer

## Source de la traduction
- (de) Cet article est partiellement ou en totalité issu de l’article de Wikipédia en allemand intitulé « Jürgen Walter (Sänger) » (voir la liste des auteurs).